# (5945) Roachapproach
(5945) Roachapproach ist ein Asteroid des Hauptgürtels, der am 28. September 1984 vom US-amerikanischen Astronomen Brian A. Skiff an der Anderson Mesa Station des Lowell-Observatoriums (IAU-Code 688) im Coconino County in Arizona entdeckt wurde.
Der Himmelskörper wurde am 11. Februar 1998 nach dem US-amerikanischen Ambient-Musiker Steve Roach (* 1955) benannt, dessen Musik durch die Werke von Tangerine Dream, Klaus Schulze und Vangelis inspiriert wurde.